# Dunwear
Dunwear – przysiółek w Anglii, w Somerset. Dunwear jest wspomniana w Domesday Book (1086) jako Doneham.